# Franziska Hentke
Franziska Hentke (Wolfen, RDA, 4 de junio de 1989) es una deportista alemana que compitió en natación, especialista en el estilo mariposa.
Ganó una medalla de plata en el Campeonato Mundial de Natación de 2017 y una medalla de bronce en el Campeonato Mundial de Natación en Piscina Corta de 2014.
Además, obtuvo una medalla de oro en el Campeonato Europeo de Natación de 2016 y cuatro medallas en el Campeonato Europeo de Natación en Piscina Corta entre los años 2009 y 2017.

## Palmarés internacional
| Campeonato Mundial                  | Campeonato Mundial     | Campeonato Mundial | Campeonato Mundial |
| Año                                 | Lugar                  | Medalla            | Prueba             |
| ----------------------------------- | ---------------------- | ------------------ | ------------------ |
| 2017                                | Budapest (Hungría)     | Medalla de plata   | 200 m mariposa     |
| Campeonato Mundial en Piscina Corta |                        |                    |                    |
| Año                                 | Lugar                  | Medalla            | Prueba             |
| 2014                                | Doha (Catar)           | Medalla de bronce  | 200 m mariposa     |
| Campeonato Europeo                  |                        |                    |                    |
| Año                                 | Lugar                  | Medalla            | Prueba             |
| 2016                                | Londres (Reino Unido)  | Medalla de oro     | 200 m mariposa     |
| Campeonato Europeo en Piscina Corta |                        |                    |                    |
| Año                                 | Lugar                  | Medalla            | Prueba             |
| 2009                                | Estambul (Turquía)     | Medalla de bronce  | 200 m mariposa     |
| 2013                                | Herning (Dinamarca)    | Medalla de plata   | 200 m mariposa     |
| 2015                                | Netanya (Israel)       | Medalla de oro     | 200 m mariposa     |
| 2017                                | Copenhague (Dinamarca) | Medalla de oro     | 200 m mariposa     |